# Родовід Банк
ВАТ «Родовід банк» — колишній український універсальний комерційний банк. Банк було створено у 1990 році як АКБ «Перкомбанк». У 2004 році його назву було змінено на ВАТ «Родовід банк». Головний офіс був розташований у Києві. Надавав банківські послуги фізичним та юридичним особам на території Україні. «Родові́д Банк» — український банк, що здійснював комплексне обслуговування українських та іноземних юридичних і фізичних осіб.
АТ «РОДОВІД БАНК» очолив перелік банків-переможців у номінації «Найдинамічніший банк року 2007» і посів друге місце в номінації «Банк року 2007» за версією MASTERCARD INTERNATIONAL.
Станом на 15 травня 2007 року, агентство Moody's змінило рейтинг РОДОВІД Банку з Baa2.ua на Baa1.ua. Окрім цього, в результаті ревізії рейтингу банку, прогноз щодо депозитного рейтингу як в національній, так і в іноземній валюті, отримав статус «позитивного».
З 2009 р. 99,9937% акцій банку належить державі.
Чистий збиток банку в 2011 — 1,399 млрд грн.
25 лютого 2016 року Національний банк України ухвалив рішення про виведення Родовід Банку з ринку. У банк була введена тимчасова адміністрація Фонду гарантування вкладів фізичних осіб.

## Показники
Станом на 31.12.2009 року основним акціонером банку була держава Україна (99,99%). Частка іноземних інвесторів становила 0,002%. Банк втратив статус банку з іноземними інвестиціями.  Банк входив у першу групу банків по класифікації НБУ 
РОДОВІД БАНК був представлений у всіх регіонах Україні з мережею, яка налічувала 170 відділень різної спеціалізації.

## Історія
- 1990 Засновано АКБ «Перкомбанк».
- 2003 АКБ «Перкомбанк» посідає 97 місце серед українських банків за рівнем активів і 67-ме місце за рівнем роздрібних кредитів.

Регіональна мережа Банку налічує два відділення і одну філію.
- 2004 Банк придбано новою командою менеджменту. Головою правління банку призначено Дениса Горбуненка[5]. Під його керівництвом було розпочато програму оздоровлення Банку, яка містила в собі зміну назви на ВАТ «Родовід банк», розроблення нової стратегії розвитку. Капітал Банку збільшено на 85 млн грн., розширюється регіональна мережа. Розпочато роботу з аудиторами щодо підготовки фінансової звітності за стандартами МСФЗ.
- 2005 Відкрито мережу кредитних пунктів майже по всій території Україні. Регіональна мережа банку сягає 26 відділень. Банк стає одним з лідерів росту на банківському ринку України (330% зростання кредитного портфелю, 81% зростання депозитного портфелю). Відкрито андеррайтинговий центр. Підписано контракти з провідними роздрібними мережами в рамках розвитку програми кобрендінга.
- 2006 Через торгову площадку ПФТС розміщено 19,9% акцій Банку серед міжнародних інституційних інвесторів. Залучені кошти в розмірі 50 млн доларів США інвестовано в подальший розвиток. Банк став членом міжнародних платіжних систем VISA та MasterCard. Міжнародне рейтингове агентство Moody's присвоїло банку кредитний рейтинг на рівні «B3». Банк увійшов до ТОП-20 банків України за рівнем активів. Регіональна мережа сягає 51 відділення та 2 філії.
- 2007 Банк активізував міжнародну діяльність: підписано договір з ЄБРР про фінансування мікро, малих і середніх підприємств, розпочато роботу зі Світовим Банком в сфері сприяння розвитку експорту. Залучено дебютний синдикований кредит в розмірі 20 млн доларів США і клубний кредит на суму 14 млн доларів США. Міжнародне рейтингове агентство Fitch Ratings присвоїло банку кредитний рейтинг «B-». Акціонерний капітал банку збільшено до 620 млн грн.

Регіональна мережа Банку складається з 146 відділень і 2 філій.
- 2009 Денис Горбуненко йде з посади голови правління «Родовід банку». Новим головою правління стає Дмитро Єгоренко, колишній перший заступник голови правління. У зв'язку з кризовими явищами банк націоналізовано українською державою[6].

З 2009 по 2011 роки тимчасову адміністрацію Родовід банку очолював Віктор Кравець.

## Нагороди
- 2007 ВАТ «РОДОВІД БАНК» визнано найдинамічнішим банком року за підсумками всеукраїнського конкурсу «MasterCard Банк Року 2007» за приростом активів та роздрібного бізнесу.
- Від міжнародної платіжної системи Visa Банк отримав нагороди за «Інноваційні карткові програми» і «Успішний розвиток ко-брендингових проектів». У тому ж році голову правління «Родовід банку» Дениса Горбуненка визнано «Фінансистом року» в конкурсі «Людина року 2007». [7]